# Mimetridium cryptum
Mimetridium cryptum är en havsanemonart som beskrevs av Hand 1961. Mimetridium cryptum ingår i släktet Mimetridium och familjen Acontiophoridae. Inga underarter finns listade i Catalogue of Life.